# یاوه‌نویس
یاوه‌نویس (لهستانی: Pismak) با نامِ انگلیسیِ بنویس و بجنگ (انگلیسی: Write and Fight) فیلمی لهستانی به کارگردانی وویچیخ یژی هاس است که در سال ۱۹۸۵ منتشر شد.

## گزیدهٔ بازیگران
- وویچیخ ویسوتسکی
- گابریلا کوفناتسکا
- یان پشِـک
- زجیسواف واردین
- یانوش میخائوفسکی
- گوستاف هولوبک
- گوستاو لوتکیه‌ویچ
- ماژنا تریباوا
- هانا میکوچ
- یژی زلنیک
- گژگوش خرومینسکی
- آندژی کروکوفسکی
- آندژی شنایخ
- یژی موس
- یژی زیگمونت نواک